# Guatteria lawrancei
Guatteria lawrancei este o specie de plante angiosperme din genul Guatteria, familia Annonaceae, descrisă de Robert Elias Fries. Conform Catalogue of Life specia Guatteria lawrancei nu are subspecii cunoscute.